# 林子熙
林子熙（1988年7月16日—），女演員，畢業於國立臺北藝術大學舞蹈學系。2015年通過由王小棣等八位導演共同創辦的「Q Place表演教室」好演員班甄選、戲劇課程訓練，以第一期學員身分結業。隨後亦參與《植劇場》系列的演出。2016年憑藉公視電視電影《再見女兒》一片，入圍上海國際電影節亞洲新人獎最佳女主角項目
，2017年演出植劇場恐怖驚悚系列《植劇場－積木之家》中的「吳宜娟」一角為人熟知。2021年參與台視《2049－刺蝟法則》未來科幻迷你劇，飾演女主角吳雨晴角色展現突破性的演出。2024年參與《小菁與言言》電視劇，飾演女主角劉小菁角色。

## 演出作品

### 電影
| 年份   | 名稱               | 飾演           | 性質   | 導演   | 備註 |
| 2014年 | 軍中樂園           | 侍應生3號      | 客串   | 鈕承澤 |      |
| 2015年 | 宅女偵探桂香       | 蔡醫師診所護士 | 客串   | 彭順   |      |
| 2017年 | 順雲               | 小瑜           | 客串   | 王明台 |      |
| 2018年 | 比悲傷更悲傷的故事 | Lisa           | 客串   | 林孝謙 |      |
| 2019年 | 灼人秘密           | 5號            | 客串   | 趙德胤 |      |
| 2019年 | 我親愛的父親       | 林安慧         | 女配角 | 洪伯豪 |      |
| 2019年 | 樂園               | 梓倩           | 女配角 | 廖士涵 |      |
| 2020年 | 回南天             | 園園           | 女主角 | 高鳴   |      |
| 2023年 | 詐團圓             | 莊安幼         | 女配角 | 葉天倫 |      |

### 電視劇
| 年份   | 頻道                         | 名稱                           | 飾演                | 性質     | 導演                 | 備註 |
| 2012年 | 台視 三立都會台              | 《我租了一個情人》             | Angle               | 客串     | 林清振               |      |
| 2014年 | 客家電視台 公視              | 《落日》                       | 徐惠如              | 客串     | 邱晧洲               |      |
| 2015年 | 公視                         | 《燦爛時光》                   | 施美雲              | 女配角   | 鄭文堂               |      |
| 2016年 | 台視 八大綜合台 公視         | 《植劇場－荼蘼》               | 上海同事            | 女配角   | 王小棣 黃天仁        |      |
| 2017年 | 台視 八大綜合台 公視         | 《植劇場－積木之家》           | 吳宜娟              | 女主角   | 廖士涵               |      |
| 2017年 | 台視 八大綜合台 公視         | 《植劇場－夢裡的一千道牆》     | Jasmine             | 女配角   | 王小棣               |      |
| 2018年 | 台視                         | 《人際關係事務所》             | 江太太              | 客串     | 吳建新               |      |
| 2018年 | 公視                         | 《你的孩子不是你的孩子－孔雀》 | 班導師              | 特別演出 | 陳慧翎               |      |
| 2018年 | 公視                         | 《20之後》                     | 林柔璇              | 主演之一 | 王小棣               |      |
| 2018年 | 台視 東森綜合台              | 《艾蜜麗的五件事》             | 林梓旻              | 女配角   | 張晉榮 彭兆鴻        |      |
| 2019年 | 公視                         | 《噬罪者》                     | 洪怡安              | 主演之一 | 張亨如 賴孟傑        |      |
| 2020年 | 優酷                         | 《預支未來》                   | 安正美              | 女配角   | 賴俊羽               |      |
| 2021年 | ViuTV CATCHPLAY+ HBO Asia    | 《第三佈局 塵沙惑》            | 梁凱莉 （少女時期） | 女配角   | 洪伯豪               |      |
| 2021年 | 台視 MyVideo                 | 《2049－刺蝟法則》             | 吳雨晴              | 女主角   | 許立達 朱建青        |      |
| 2021年 | 台視 MyVideo                 | 《2049－完美預測》             | 吳雨晴              | 女配角   | 許立達 朱建青        |      |
| 2022年 | 公視 MyVideo 台視            | 《茁劇場－誰說媽媽像月亮》     | 林宋花 （年輕時期） | 特別演出 | 王小棣               |      |
| 2023年 | Netflix                      | 《此時此刻》                   | 情侶                | 女配角   | 黃婕妤               |      |
| 2024年 | CATCHPLAY+ 愛奇藝 八大戲劇台 | 《茁劇場－非殺人小說》         | 廖芝凡              | 女配角   | 柯貞年               |      |
| 2024年 | 大愛電視台                   | 《打怪任務》                   | 邱馨慧              | 主演之一 | 洪伯豪               |      |
| 2024年 | Netflix                      | 《愛愛內含光》                 | Lisa                | 女配角   | 黃婕妤               |      |
| 2024年 | Youtube                      | 《小菁與言言》                 | 劉小菁              | 女主角   | 安哲毅 曾培善 練健輝 |      |
| 2025年 | Netflix                      | 《忘了我記得》                 | 派翠莎              | 女配角   | 劉若英               |      |
| 2026年 | 大愛電視台                   | 《他的靈魂與他的書店》         |                     | 主演之一 | 林志儒               |      |

### 電視電影
| 年份   | 頻道 | 名稱                             | 飾演   | 性質   | 導演   | 備註 |
| 2016年 | 公視 | 《公視人生劇展－再見女兒》       | 劉嘉欣 | 女主角 | 陳宇詰 |      |
| 2019年 | 公視 | 《公視人生劇展－我是周時青》     | 劉紀媛 | 女配角 | 丁肇輝 |      |
| 2021年 | 公視 | 《公視學生劇展－水黽》           | 李玥   | 女主角 | 蘇意惠 |      |
| 2022年 | 公視 | 《溫馨家庭日》                   | 黑衣女 | 女配角 | 梁秀紅 |      |
| 2025年 |      | 《你，敢不敢？－隔壁女兒的書包》 |        | 女主角 | 李中   |      |

### 短片
| 年份   | 名稱                                                        | 角色                                | 性質   | 導演   | 備註         |
| 2016年 | 植劇場『未來星』系列---林子熙 (原林子君)                    | 林子熙                              | 女主角 | 不適用 |              |
| 2016年 | 《台灣孩子演台灣故事》來戲院，撿戲尾                        | 觀眾 洗衣婦 理髮師 纏足女 行人 伴舞 | 女主角 | 貓克斯 |              |
| 2016年 | ⟪姜老師，妳談過戀愛嗎？⟫植日生週記第三集                    | 林子熙                              | 客串   | 不適用 |              |
| 2017年 | 《積木之家之番外篇3》#玩偶家族                              | 吳宜娟                              | 女主角 | 練健輝 |              |
| 2017年 | 《積木之家之番外篇5》#尋找凱琪                              | 吳宜娟                              | 女主角 | 施岑諺 |              |
| 2017年 | 《積木之家之番外篇9》#住房禮俗                              | 吳宜娟                              | 女主角 | 練健輝 |              |
| 2017年 | 《積木之家之番外篇12》#婉婷子熙訪談 #姊妹                   | 林子熙                              | 女主角 | 施岑諺 |              |
| 2017年 | 《積木之家之番外篇13》#敦親墓鄰                             | 吳宜娟                              | 女主角 | 施岑諺 |              |
| 2017年 | 《積木之家》植日生週記第一集                                | 林子熙                              | 女主角 | 不適用 |              |
| 2017年 | 《積木之家》植日生週記第二集                                | 林子熙                              | 女主角 | 不適用 |              |
| 2017年 | 《積木之家》植日生週記第三集                                | 林子熙                              | 女主角 | 不適用 |              |
| 2017年 | 《積木之家》植日生週記第四集                                | 林子熙                              | 女主角 | 不適用 |              |
| 2017年 | 《積木之家》植日生週記第五集                                | 林子熙                              | 女主角 | 不適用 |              |
| 2017年 | 《積木之家》植日生週記第六集                                | 林子熙                              | 女主角 | 不適用 |              |
| 2017年 | 《積木之家》植日生週記第七集                                | 林子熙                              | 女主角 | 不適用 |              |
| 2017年 | 《夢裡的一千道牆之番外篇７》#抓交替                         | 水鬼                                | 女主角 | 施岑諺 |              |
| 2017年 | 《花甲男孩轉大人之番外篇６》#辰莛、子熙訪談                 | 林子熙                              | 女主角 | 施岑諺 |              |
| 2017年 | 《五味八珍的歲月之番外篇８》#KiKi訪談篇                     | 林子熙                              | 女主角 | 施岑諺 |              |
| 2017年 | 《五味八珍的歲月之番外篇１０》#耀仁訪談                     | 林子熙                              | 女主角 | 施岑諺 |              |
| 2017年 | 公益微電影《愛‧點名 ─ 不罕見的生命 （页面存档备份，存于）》 | 林子熙                              | 女主角 | 施岑諺 | 一人分飾多角 |
| 2018年 | 許時豪導演作品《演員的一週》                                | 林子熙                              | 女主角 | 許時豪 | 拍手Clappin  |
| 2019年 | 亞洲短打－星勢力《Sylvia》                                  | Sylvia                              | 女主角 | 潘韻文 |              |
| 2019年 | 《鏡文學驚悚劇場 ─ 隧道》                                   | 李小姐                              | 女主角 | 李育丞 |              |
| 2022年 | 《新居》                                                    | 鈺婷                                | 女主角 | 陳思維 |              |
| 2024年 | 《深水裡》                                                  |                                     | 女配角 | 邱陽   |              |
| 2024年 | 《蚊子血》                                                  |                                     | 女主角 |        |              |

### 音樂錄影帶
| 年份   | 名稱                                      | 歌手          | 導演   |
| 2012年 | 越愛越明白 （页面存档备份，存于）         | 黃小琥        | 陳映之 |
| 2012年 | 有形的翅膀 （页面存档备份，存于）         | 張韶涵        | 陳映之 |
| 2012年 | 如果你愛我 （页面存档备份，存于）         | 艾怡良        | 陳宏一 |
| 2012年 | 彩色相片 （页面存档备份，存于）           | 蔡依林        | 陳映之 |
| 2012年 | 獨一無二的女孩 （页面存档备份，存于）     | 謝沛恩        | 陳宏一 |
| 2012年 | 東京下雨了 （页面存档备份，存于）         | 棉花糖        | 陳映之 |
| 2012年 | 忘了 （页面存档备份，存于）               | 楊丞琳        | 陳宏一 |
| 2013年 | 永久居留 （页面存档备份，存于）           | 陳威全        | 歐哲綸 |
| 2013年 | 擁抱你 （页面存档备份，存于）             | 劉思涵        | 劉明群 |
| 2013年 | 蜿蜒 （页面存档备份，存于）               | 品冠          | 黃中平 |
| 2013年 | 聲音 （页面存档备份，存于）               | 李代沫&費玉清 | 陳勇秀 |
| 2013年 | 雨水一盒 （页面存档备份，存于）           | 陳綺貞        | 陳宏一 |
| 2014年 | 住在心裡的過客 （页面存档备份，存于）     | 梁文音        | 呂來慧 |
| 2014年 | 愛著愛著就永遠 （页面存档备份，存于）     | 田馥甄        | 山畝   |
| 2014年 | 無限大 （页面存档备份，存于）             | 孫燕姿        | 陳映之 |
| 2014年 | 我還是愛著你 （页面存档备份，存于）       | MP魔幻力量    |        |
| 2014年 | 不搭 （页面存档备份，存于）               | 李榮浩        | 黃中平 |
| 2015年 | 高貴與醜 （页面存档备份，存于）           | 劉鳳瑤        | 歐哲綸 |
| 2016年 | 笨女人 （页面存档备份，存于）             | 劉鳳瑤        | 歐哲綸 |
| 2016年 | 鋼琴鍵 （页面存档备份，存于）             | 戴佩妮        | 歐哲綸 |
| 2017年 | 所謂的愛 （页面存档备份，存于）           | 宋念宇        | 歐哲綸 |
| 2018年 | 謝謝你曾經讓我悲傷 （页面存档备份，存于） | 原子邦妮      | 黃婕妤 |

## 配音作品

### 電視劇配音
| 年份   | 播放頻道        | 劇名           | 角色 | 性質   | 導演   | 工作類型 |
| 2024年 | 公視 八大戲劇台 | 《人生清理員》 | 妮妮 | 女配角 | 陳大璞 | 角色配音 |

## 獎項紀錄
| 年份   | 頒獎典禮             | 獎項       | 作品     | 角色   | 結果 |
| ------ | -------------------- | ---------- | -------- | ------ | ---- |
| 2016年 | 第19屆上海國際電影節 | 亞洲新人獎 | 再見女兒 | 劉嘉欣 | 提名 |

## 外部連結
- 林子熙FACEBOOK專頁 （页面存档备份，存于）
- QPLACE演員介紹
- 林子熙WEIBO